# 查斯·李察士
艾殊利·戴奴·查斯·李察士（Ashley Darel Jazz Richards，1991年4月12日—），簡稱查斯·李察士（Jazz Richards）或艾殊利·李察士（Ashley Richards）是一位威爾斯足球運動員，司職後衛，現效力威尔士足球超级联赛球會Haverfordwest County。李察士在富咸打右後衛，也可以出任左後衛及中場。2016年歐洲國家盃時，獲選入威爾斯國家足球隊23人參賽名單。